# هيو الأول ملك قبرص
هيو الأول من قبرص (هوغوس دي لوزينيان) (1195/1194 - 10 يناير 1218) أصبح ملك قبرص في 1 أبريل 1205 بعد وفاة والده عموري دي لوزينيان، ووالدته هي إسيشفا دي إيبلين، تزوج من أليس من القدس في 1210، وخلفه عند وفاته أبنه هنري الأول.